# Friedrich Giesel
Friedrich Giesel (de son nom complet Friedrich Oskar Giesel) est un chimiste allemand né le 20 mai 1852 à Winzig (de nos jours Wińsko en Pologne) et mort le 13 novembre 1927  à Brunswick.

## Travaux
Il fut un pionnier de la radiochimie et de la radiothérapie, et commença à produire du radium à la fin des années 1890.
Entre 1902 et 1904, il déclara être parvenu à isoler un nouvel élément, l’émanium, qui se révéla être en fait de l’actinium, découvert par André-Louis Debierne en 1899.